# Modhera
Modhera (મોઢેરા en goudjarati) est un village de l'État du Gujarat en Inde, célèbre pour son temple solaire du XIe siècle, dédié à la divinité védique Surya. Il est situé dans le nord du Goudjerate historique, sur les bords de la rivière Pushpavati, traversée par le canal du Narmada, qui irrigue le territoire.